# Michael Foster
Michael Foster (ur. 5 września 1985 w Lae) – papuaski piłkarz grający na pozycji pomocnika.

## Kariera klubowa
Karierę piłkarską Foster rozpoczął klubie Gigira Laitepo Morobe Lae. Kolejnym jego klubem było Hekari United. Wraz z Hekari dwukrotnie wywalczył mistrza Papui-Nowej Gwinei oraz klubowe mistrzostwo Oceanii w 2010. Od 2010 jest zawodnikiem Eastern Stars Milne Bay.

## Kariera reprezentacyjna
W reprezentacji Papui-Nowej Gwinei Foster zadebiutował w 2003. W 2012 uczestniczył w Pucharze Narodów Oceanii 2012, który był jednocześnie częścią eliminacji Mistrzostw Świata 2014.